# Parque nacional Wyperfeld
El Parque nacional Wyperfeld es el tercer parque nacional en Victoria (al sureste de Australia). Fue declarado parque nacional en 1921 y se ha expandido de forma importante desde entonces, protege más de 3500 km²; de zonas de crecimiento de eucaliptos, bosques y zonas desérticas al nordeste de Victoria, a unos 450 km al noroeste de Melbourne.
Al igual que la mayor parte del nordeste de Victoria, Wyperfeld era un mar poco profundo hace unos 25 millones de años emergiendo hace relativamente poco tiempo. Las formas del paisaje actual se ha formado gradualmente tras el retiro de las aguas, dejando una vasta zona de sedimentos de arena que, al secarse, han formado dunas de arena en el período comprendido entre hace 40.000 a 15.000 años.
En años de crecida, el río Wimmera llena el lago Hindmarsh al sur del parque, que sobrepasa el dique del lago y llena el lago Albacutya más al sur del parque. En años de lluvias abundantes el agua fluye más al norte hacia Wyperfeld, formando una serie de lagos menores que dan soporte a comunidades de flora y fauna establecidas en la zona de Caja Negra y del  río Cara Roja.
Antes del establecimiento de colonos europeos, la red de lagos efímeros se llenaba y vaciaba en promedio cada 20 años, quedando vacíos los lagos por cerca de la mitad del período. En tiempos reciente, la irrigación para la agricultura y los proyectos de drenaje han tomado parte importante del agua que llegaba a Wyperfeld y ahora los lagos no se han llenado completamente desde 1975 y se secaron a los dos años.